# Bombek II
Bombek II – polski herb szlachecki, według Uruskiego przynależny pruskiej rodzinie osiadłej w Polsce, według Ostrowskiego z nobilitacji.

## Opis herbu
Opis z wykorzystaniem zasad blazonowania, zaproponowanych przez Alfreda Znamierowskiego:
Na tarczy dzielonej w słup, w polu I, czerwonym, lew złoty, wspięty; w polu II, błękitnym, pięć róż czerwonych na skosie srebrnym.
Klejnot nieznany.
Labry: z prawej czerwone, podbite złotem, z lewej błękitne, podbite srebrem.

## Najwcześniejsze wzmianki
Według Ostrowskiego herb nadany Janowi Małkowskiemu w 1673. Seweryn Uruski natomiast podał, że jest to herb rodziny Bombek, pruskiego pochodzenia, osiadłej w ziemi sandomierskiej. Z niej wzmiankuje Stanisława w 1697 i Samsona w 1698.

## Herbowni
Wedle powyższych informacji, herb ten przysługiwał rodom:
Bombek, Małkowski. Wojciech Wijuk Kojałowicz przypisuje rodzinie Bombek inny herb z różami − herb Ramułt.